# Mocorito
Mocorito è una municipalità dello stato di Sinaloa, nel Messico settentrionale, il cui  capoluogo è la località omonima.